# Magvasi Adrián
Magvasi Adrián (Eger, 1988. február 20.)

## Tanulmányok
2006-ban elvégezte az egri Dobó István Gimnáziumot, majd tanulmányait a Schola Europa Akadémián folytatta Moderátor képzésen. 2008-ban felvételt nyert a Pázmány Péter Katolikus Egyetem Bölcsészettudományi Karára (most Pázmány Péter Katolikus Egyetem Bölcsészet- és Társadalomtudományi Kar). Itt Magyar alapszakon kezdte meg tanulmányait, kiegészítve Kommunikáció és médiatudomány minorral, majd a hároméves képzés után 2011-től Magyartanár és Mozgóképkultúra- és médiaismeret-tanár mesterszakon folytatta. A két és fél éves tanári képzés alatt jelentkezett Magyar nyelv és irodalom mesterszakra is, ahol Klasszikus magyar irodalom specializáción tanult. Tanári diplomáját 2014-ben szerezte meg kitüntetéses minősítéssel. A párhuzamosan elvégzett Magyar nyelv és irodalom mesterszakon abszolutóriumot szerzett ugyanabban az évben.

## A közéletben
A Hatvannégy Vármegye Ifjúsági Mozgalommal (HVIM) tizenöt évesen, 2003-ban ismerkedett meg Zagyva György Gyulán keresztül. A mozgalom tagjaként első tevékenységei közé tartozott a 2004. december 5-ei, a határon túli magyarok kettős állampolgárságáért folytatott kampány.
2006-ban indult az egri önkormányzati választásokon, majd tevékenyen részt vett a Kossuth téri tüntetéseken, közte volt azoknak a vármegyéseknek, akik elsőként vittek hangosítást a térre, és többször fel is szólalt. Az október 23-ai rendőri túlkapások során egy gumilövedékkel fejbe lőtték, a lövedék két centivel kerülte el a jobb szemét. A kórházi kezelések után hamar visszatért az utcai demonstrációkhoz.
Szintén 2006-ban nevezte ki Toroczkai László a HVIM elnökségi tagjává, amely tisztséget 2016 nyaráig töltötte be a mozgalomban.
Éveken keresztül részt vett a Magyar Sziget és a pilisi Hagyományőrző Gyermektábor szervezésében, valamint 2008-ban a Nemzeti Ladik, majd a Budapest belvárosában 2010-től egy éven át működő Klub64-nek volt a zenei szerkesztője és programszervezője.
2012-től a parlamenti ciklus végéig Gaudi-Nagy Tamás országgyűlési asszisztenseként dolgozott.
2014-ben Vona Gábor felkérte, hogy induljon az európai parlamenti választásokon a Jobbik jelöltjeként.
2015. szeptember 20-ára időközi önkormányzati választást írtak ki Budapesten, a 13. kerület 10. számú egyéni választókerületében, amelyen a Jobbik jelöltje lett.
A 2018-as országgyűlési választásokon a Jobbik országgyűlési képviselőjelöltje volt a budapesti 7. sz. országgyűlési egyéni választókerületben. A párt országos listáján a 28. helyre került.
2016-tól a Jobbik választókerületi elnöke volt a budapesti 7. sz. országgyűlési egyéni választókerületben, és a tisztséget 2018. december 31-ig töltötte be, a 2019-es évre viszont már nem nyújtott be pályázatot.

## A médiában
Alapítója volt 2006. április 16-án a Szent Korona Rádiónak (SZKR), amelynek éveken át főszerkesztője is volt. Az internetes rádióban számos műsort vezetett, valamint rendszeresen élőben tudósított tüntetésekről és rendezvényekről. Cikkei az SZKR hírportálja mellett megjelentek a Magyar Jelen hetilapban is.
2013 májusában Gidófalvy Attila (Karthago, Lord) mutatta be a Best of Rock FM hallgatóinak mint új szerkesztő-műsorvezetőt. Itt a rádió megszűnéséig napi rendszerességgel vezette saját műsorát, amely Budapest és vonzáskörzetének nagy részén volt hallható.
Cikkei gyakran jelentek meg a Barikád hetilap Vendégszoba rovatában.
2015. december 28-ától a műsor megszűnéséig állandó vendége a Hír TV Főszerkesztők klubja című műsorának, amelyben havonta egyszer hírportálok főszerkesztői beszélték át az aktualitásokat. 2018 júniusától a megszűnt műsor helyébe lépő Szamizdat című műsor rendszeres résztvevője egészen annak is a megszűnéséig, amely a 2018. augusztus 1-jei tulajdonosváltás és irányváltás után következett be.
2014 júniusától több, mint négy éven keresztül az Alfahír hírportál főszerkesztője volt, majd 2018. november 29-én a portálon rövid közleményben tudatta a távozását. Pár nappal később távozott a hírportáltól Kovács Dániel főszerkesztő-helyettes is.